# Eumenes dorsomaculatus
Eumenes dorsomaculatus är en stekelart som beskrevs av Edoardo Zavattari 1912.
Eumenes dorsomaculatus ingår i släktet krukmakargetingar och familjen Eumenidae. Inga underarter finns listade i Catalogue of Life.